# C. David Heymann
C. David Heymann (Manhattan, 14 gennaio 1945 – Manhattan, 9 maggio 2012) è stato uno scrittore statunitense.

## Biografia
Fu scrittore di biografie di personaggi noti come quella incentrata su Jacqueline Bouvier, moglie del presidente degli Stati Uniti d'America John Fitzgerald Kennedy, in cui si leggono degli incontri del marito con l'attrice Marilyn Monroe al Carlyle di New York e del suo volo sull'Air Force One.

## Opere
- Una povera ragazza ricca - La vita e la leggenda di Barbara Hutton (Poor Little Rich Girl: The Life and Legend of Barbara Hutton) (1986)
- Una donna chiamata Jackie - Biografia intima di Jacqueline Bouvier Kennedy Onassis (A Woman Named Jackie: An Intimate Biography of Jacqueline Bouvier Kennedy Onassis) (1989)
- Liz - Biografia intima di Elizabeth Taylor (Liz: An Intimate Biography of Elizabeth Taylor) (1995)
- RFK: A Candid Biography of Robert F. Kennedy (2002)
- The Georgetown Ladies' Social Club (2003).

## Filmografia
Sulla base dei suoi scritti sono state tratte diverse pellicole:
- Una povera ragazza ricca - La storia di Barbara Hutton (Poor Little Rich Girl: The Barbara Hutton Story), regia di Charles Jarrott - miniserie TV (1987)
- Jackie (A Woman Named Jackie), regia di Larry Peerce - miniserie TV (1991)
- Liz, la diva dagli occhi viola (Liz: The Elizabeth Taylor Story), regia di Kevin Connor - film TV (1995)